# Wilhelm III Holenderski
Wilhelm III (Aleksander Paweł Fryderyk Ludwik, z domu Oranje-Nassau, ur. 19 lutego 1817 w Brukseli, zm. 23 listopada 1890 w Het Loo koło Apeldoorn) – król Holandii i wielki książę Luksemburga od 1849, książę Limburgii w latach 1849-1867
Był synem Wilhelma II i jego żony Anny Pawłowny Romanownej – siostry cara Rosji, Aleksandra I.
18 czerwca 1839 w Stuttgarcie ożenił się z Zofią Wirtemberską. Para zamieszkała w pałacu Noordeinde, nie było to szczęśliwe małżeństwo. Wilhelm i Zofia mieli troje dzieci:
1. Wilhelma Mikołaja Aleksandra Fryderyka Karola Henryka (1840-1879) – od 1849 książę Oranii,
2. Wilhelma Fryderyka Maurycego Aleksandra Henryka Karola (1843-1850),
3. Wilhelma Aleksandra Karola Henryka Fryderyka (1851-1884), koronnego księcia po śmierci najstarszego brata (był nim aż do swojej śmierci).

Zofia zmarła w 1877 i Wilhelm postanowił ponownie się ożenić. Kandydatkami były m.in. księżniczka Paulina Waldeck-Pyrmont i księżniczka Thyra Duńska. Ostatecznie 17 stycznia 1879 Wilhelm ożenił się z młodszą siostrą Pauliny – Emmą Waldeck-Pyrmont. Para miała jedynie jedno dziecko – córkę Wilhelminę Helenę Paulinę, urodzoną 31 sierpnia 1880.
| Prapradziadkowie                                                                | Stadhouder Zjednoczonych Prowincji Wilhelm IV Orański (1711-1751) ∞1734 Anna Hanowerska (1709-1759)    | August Wilhelm Hohenzollern (1722-1758) ∞1742 Luiza Amelia z Brunszwiku-Lüneburg (1722-1780)           | August Wilhelm Hohenzollern (1722-1758) ∞1742 Luiza Amelia z Brunszwiku-Lüneburg (1722-1780)                 | landgraf Ludwik IX, landgraf Hesji-Darmstadt (1719-1790) ∞1741 Karolina Wittelsbach (1721-1774)              | Karol Fryderyk von Holstein (1700-1739) ∞1724 Anna Piotrowa Romanowa (1708-1728)             | Chrystian August z Anhaltu-Zerbst (1690-1747) ∞1727 Joanna von Holstein (1712-1760)          | książę Karol Aleksander Wirtemberski (1684-1737) ∞1727 Maria Augusta von Thurn und Taxis (1706-1756) | Fryderyk Wilhelm Hohenzollern (1700-1771) ∞1734 Zofia Hohenzollern (1719-1765)                    |
| Pradziadkowie                                                                   | Stadhouder Zjednoczonych Prowincji Wilhelm V Orański (1748-1806) ∞1767 Wilhelmina Pruska (1751–1820)   | Stadhouder Zjednoczonych Prowincji Wilhelm V Orański (1748-1806) ∞1767 Wilhelmina Pruska (1751–1820)   | król pruski Fryderyk Wilhelm II Hohenzollern (1744-1797) ∞1769 Fryderyka Luiza z Hesji-Darmstadt (1751-1805) | król pruski Fryderyk Wilhelm II Hohenzollern (1744-1797) ∞1769 Fryderyka Luiza z Hesji-Darmstadt (1751-1805) | car Rosji Piotr III Romanow (1728-1762) ∞1745 caryca Rosji Katarzyna II Wielka (1729-1796)   | car Rosji Piotr III Romanow (1728-1762) ∞1745 caryca Rosji Katarzyna II Wielka (1729-1796)   | książę Fryderyk Eugeniusz Wirtemberski (1732-1797) ∞1753 Fryderyka Zofia Hohenzollern (1736-1798)    | książę Fryderyk Eugeniusz Wirtemberski (1732-1797) ∞1753 Fryderyka Zofia Hohenzollern (1736-1798) |
| Dziadkowie                                                                      | król Zjednoczonych Niderlandów Wilhelm I Oranje-Nassau (1772-1843) ∞1791 Wilhelmina Pruska (1774–1837) | król Zjednoczonych Niderlandów Wilhelm I Oranje-Nassau (1772-1843) ∞1791 Wilhelmina Pruska (1774–1837) | król Zjednoczonych Niderlandów Wilhelm I Oranje-Nassau (1772-1843) ∞1791 Wilhelmina Pruska (1774–1837)       | król Zjednoczonych Niderlandów Wilhelm I Oranje-Nassau (1772-1843) ∞1791 Wilhelmina Pruska (1774–1837)       | car Rosji Paweł I Romanow (1754-1801) ∞1776 Zofia Wirtemberska (1759–1828)                   | car Rosji Paweł I Romanow (1754-1801) ∞1776 Zofia Wirtemberska (1759–1828)                   | car Rosji Paweł I Romanow (1754-1801) ∞1776 Zofia Wirtemberska (1759–1828)                           | car Rosji Paweł I Romanow (1754-1801) ∞1776 Zofia Wirtemberska (1759–1828)                        |
| Rodzice                                                                         | król Holandii Wilhelm II Oranje-Nassau (1792-1849) ∞ 1816 Anna Pawłowna Romanowa (1795-1865)           | król Holandii Wilhelm II Oranje-Nassau (1792-1849) ∞ 1816 Anna Pawłowna Romanowa (1795-1865)           | król Holandii Wilhelm II Oranje-Nassau (1792-1849) ∞ 1816 Anna Pawłowna Romanowa (1795-1865)                 | król Holandii Wilhelm II Oranje-Nassau (1792-1849) ∞ 1816 Anna Pawłowna Romanowa (1795-1865)                 | król Holandii Wilhelm II Oranje-Nassau (1792-1849) ∞ 1816 Anna Pawłowna Romanowa (1795-1865) | król Holandii Wilhelm II Oranje-Nassau (1792-1849) ∞ 1816 Anna Pawłowna Romanowa (1795-1865) | król Holandii Wilhelm II Oranje-Nassau (1792-1849) ∞ 1816 Anna Pawłowna Romanowa (1795-1865)         | król Holandii Wilhelm II Oranje-Nassau (1792-1849) ∞ 1816 Anna Pawłowna Romanowa (1795-1865)      |
| Wilhelm III Oranje-Nassau (1819-1890), król Holandii, wielki książę Luksemburga | | | | |                                                                                              |                                                                                              | |                                                                                                   |